# 傅志寰
傅志寰（1938年4月11日—），男，遼寧海城人，中国铁路机车专家。曾任中華人民共和國鐵道部部長。傅志寰1966年加入中國共產黨，1991年至1998年擔任鐵道部副部長。1998年至2003年擔任鐵道部部長。2002年1月当选中國工程院院士。2003年第十届全国人民代表大会第一次会议时卸任部长职务，被選為全国人民代表大会财政经济委员会主任委员。

## 生平
1938年4月，傅志寰出生于黑龙江哈尔滨的一个铁路工人家庭，父亲是火车司机。从小学到初中，家都住在铁路边上，后来并入读铁路系统的学校。1955年，由于他的学习成绩比较好，高中毕业的时候获得了赴苏联留学的机会，同年坐上火车赴北京，在留苏预备部学习了一年俄语。1956年，傅志寰乘火车前往莫斯科，被分配到莫斯科铁道学院，攻读铁路电气化专业，并曾经在诺沃切尔卡斯克电力机车厂实习。1961年，在资深电机专家扎哈尔钦科的指导下，傅志寰以优秀的成绩通过了答辩，其毕业论文主题为戚墅堰机车车辆工厂于1960年研制的中国型电力机车。
1961年，傅志寰回到了中国，并被国家分配到位于湖南的株洲电力机车研究所担任技术员，投入对6Y1型电力机车的研究、改进和试验工作。1975年11月，升任株洲电力机车研究所代副所长；1978年4月，又升任研究所副所长。1981年，傅志寰被派往联邦德国（西德）学习电力机车设计制造，在一年多的时间里，先后在克劳斯-玛菲公司、AEG公司等德国著名企业里进修；期间并亲身体验到了时速200公里的德国城际高速列车，为他以后提出中国铁路大提速埋下了“种子”。在株洲电力机车研究所期间，傅志寰参与了韶山1型、韶山2型、韶山3型、韶山4型电力机车、以及KDZ1型电力动车组的研制工作。
1984年，傅志寰调入铁道部科技局，先后任总工程师、局长。1989年初，傅志寰到广深铁路调研，发现广深铁路的运营方式与德国铁路非常相似，客车和货车分别主要在日间和夜间运行，对于提高客车速度十分有利，因此随即向铁道部提出了将广深铁路作为提速改造试验线的建议，不久之后，广深准高速铁路工程正式上马。
2003年12月，欧美同学会第五届理事会第一次会议在北京召开，他担任常务副会长。

## 家庭
妻子唐曾妍毕业于北京铁道学院电力机车专业，原在北京的铁道部专业设计院工作，两人在工作中相识。结婚后，1966年唐曾妍随丈夫到株洲电力机车研究所工作。两人育有两个女儿。